# أندي هاي (لاعب كرة قاعدة)
أندي هاي (بالإنجليزية: Andy High) هو لاعب كرة قاعدة أمريكي، ولد في 21 نوفمبر 1897 في أفا في الولايات المتحدة، وتوفي في 22 فبراير 1981 في توليدو في الولايات المتحدة.

## وصلات خارجية
- أندي هاي على موقع دوري كرة القاعدة الرئيسي (الإنجليزية)
- أندي هاي على موقعبيزبول رفرنس.كوم (الدوري الرئيسي) (الإنجليزية)
- أندي هاي على موقعبيزبول رفرنس.كوم (الدوري الثانوي) (الإنجليزية)
- أندي هاي على موقع إي إس بي إن.كوم (أم.أل.بي) (الإنجليزية)
- أندي هاي على موقع مشجعي الرسوم البيانية (الإنجليزية)